# Acerinox
Acerinox, «Асеринокс» — испанская металлургическая компания, входит в пятёрку крупнейших в мире производителей нержавеющей стали. Крупнейшим акционером является Corporación Financiera Alba (19 %).

## История
Старейшее предприятие города Понферрада, Roldán, начало работу в 1957 году. Компания Acerinox Europa была основана в 1970 году как совместное предприятие испанского банка Banesto и двух японских корпораций (Nisshin Steel и Nissho Iwai). Было начато строительство интегрированного комбината по производству нержавеющей стали в Кампо-де-Гибралтар; комбинат включал собственный порт для отгрузки продукции. В 1990 году начал работу завод Inoxfil в городе Игуалада (производство стального сортового проката). Также в 1990 году был открыт комбинат в Кентукки (США), позже он несколько раз расширялся и стал крупнейшим в США производителем нержавеющей стали. В 2002 году был куплен комбинат Columbus Stainless в ЮАР (основан в 1966 году), а в 2008 году построен завод Bahru Stainless в Малайзии.
В 2020 году за 532 млн евро был куплен немеций производитель эксплуатационных сплавов VDM Metals. В феврале 2024 года было достигнуто соглашение о покупке американской компании Haynes, которой принадлежит 3 комбината по выплавке никелевых и кадмиевых сплавов в штатах Индиана, Луизиана и Северная Каролина.

## Деятельность
По состоянию на 2023 год компании принадлежало 13 металлургических комбинатов общей номинальной производительностью 3,5 млн т в год, производство стали и сплавов составило 1,95 млн т. Производство нержавеющей стали осуществлялось на 6 предприятиях: Кампо-де-Гибралтар (Испания), Понферрада (Испания), Игуалада (Испания), Гент (Кентукки, США), Мидделбург (ЮАР) и Джохор-Бару (Малайзия). Сплавы производились дочерней компанией VDM Metals на 5 предприятиях в Германии (Унна, Дуйсбург, Зиген, Вердоль и Альтена) и 2 в США (штаты Нью-Джерси и Невада).
Выручка компании за 2023 год составлиа 6,7 млрд евро, из них 5,3 млрд евро пришлось на нержавеющую сталь, 1,4 млрд евро — на эксплуатационные сплавы. Распределение выручки по регионам: Америка — 47 % (в том числе США — 40 %), Европа — 39 % (в том числе Германия — 14 %, Испания — 7 %), Азия — 8 %, Африка — 5 %.

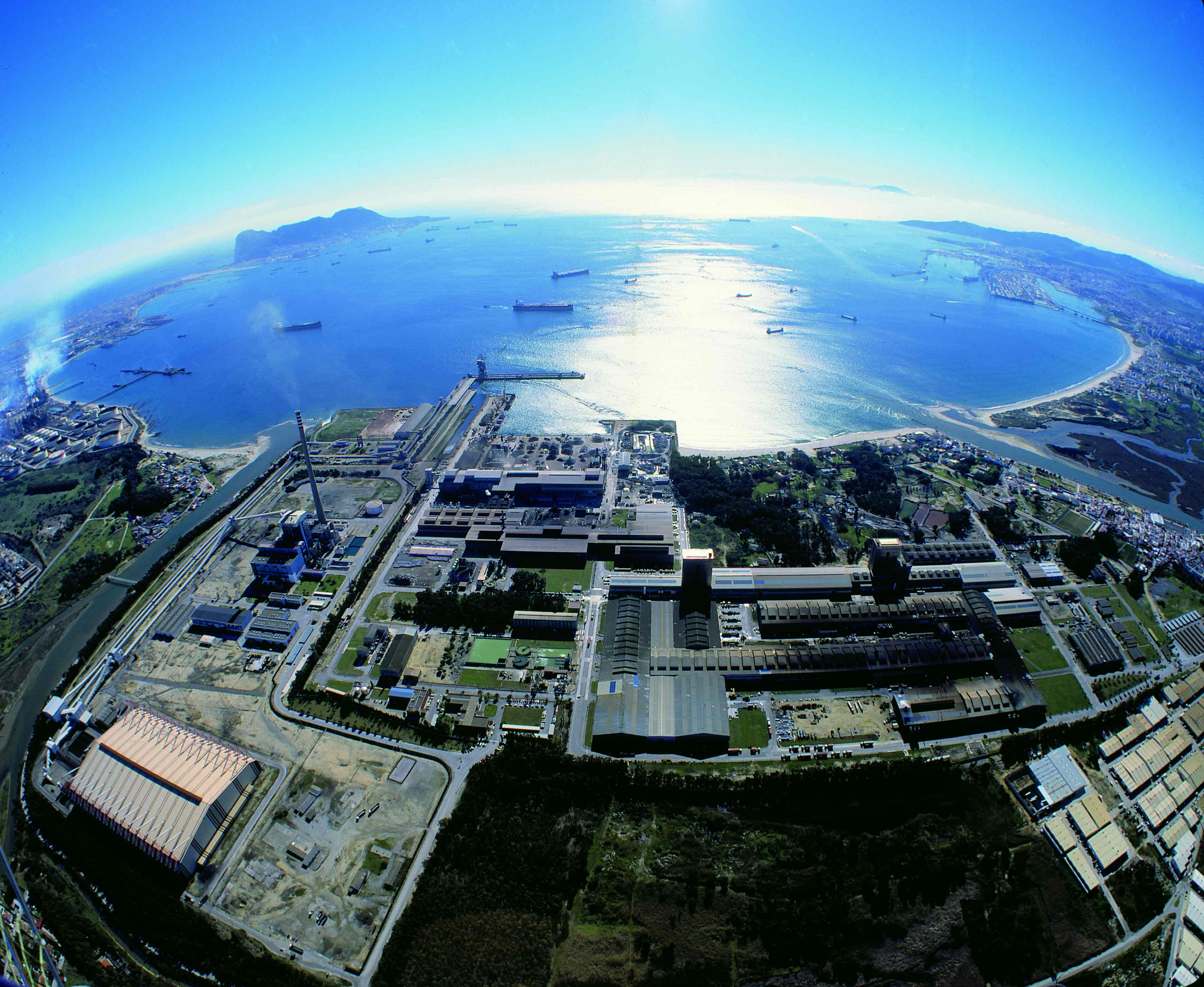
Комбинат в Кампо-де-Гибралтар
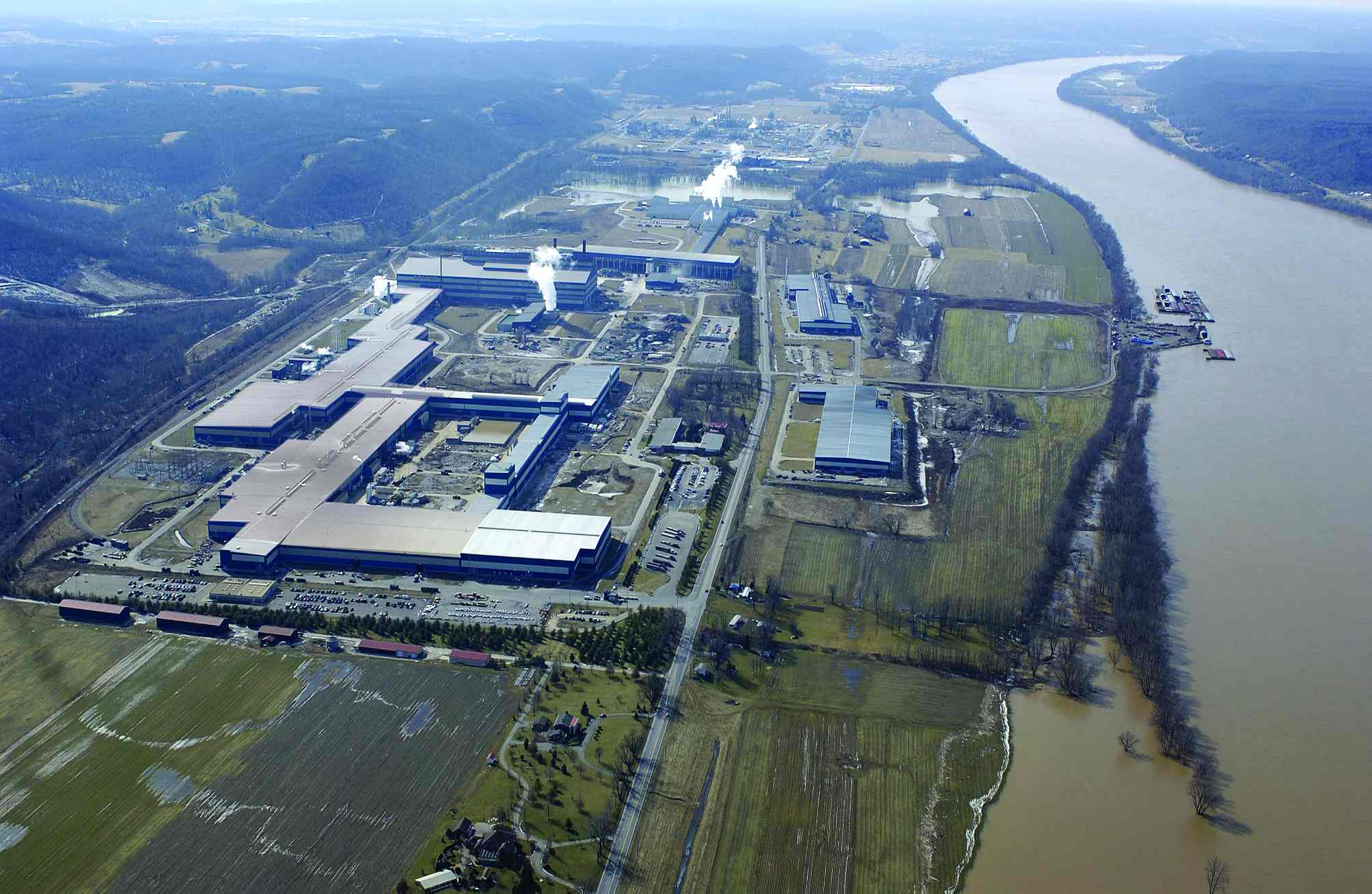
Комбинат North American Stainless в Кентукки
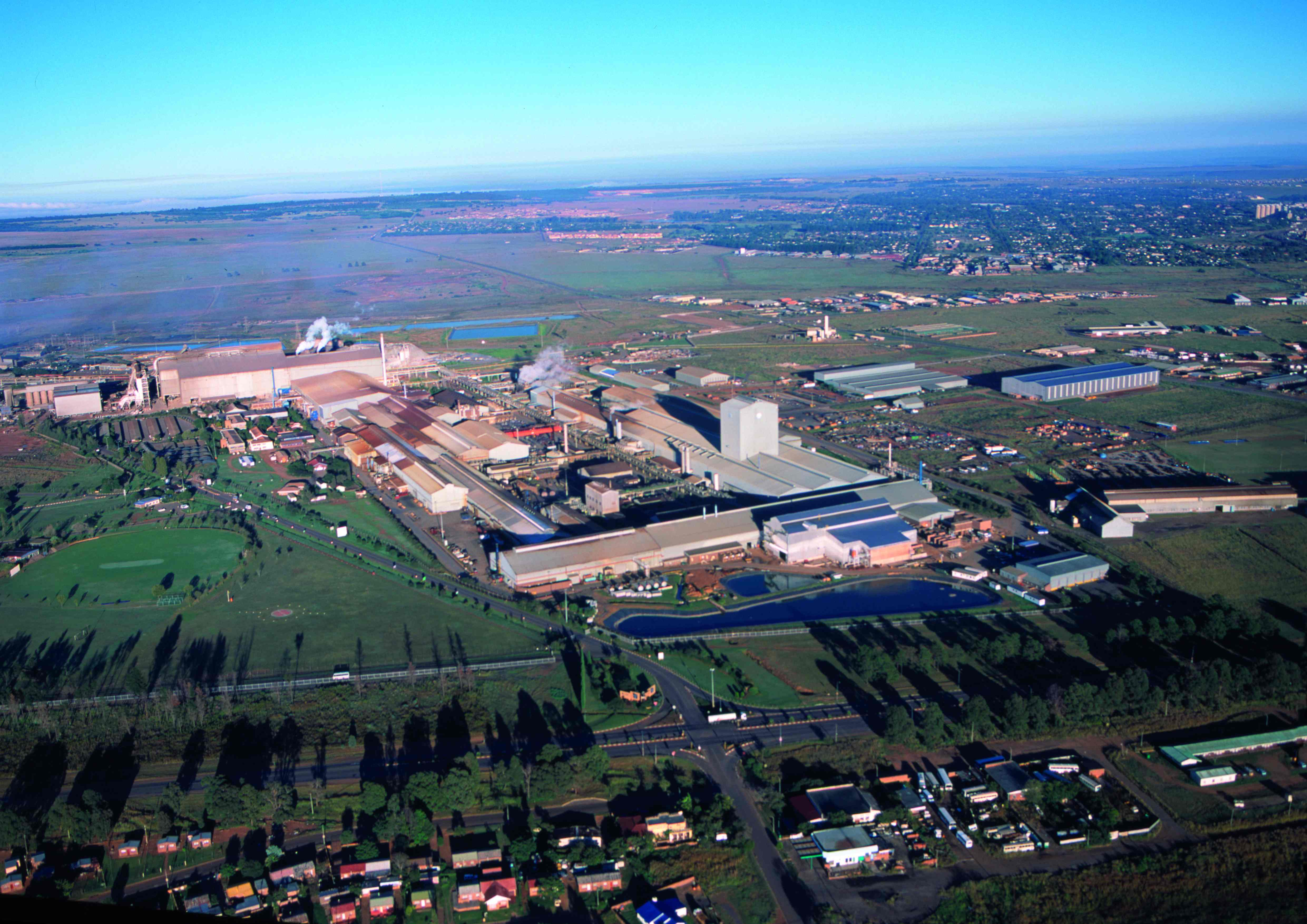
Комбинат Columbus в ЮАР

## Происшествия
В мае 1998 года на заводе по переработке металлолома в Лос-Барриос в расплав попал металл, заражённый цезием-137, в результате чего образовалось радиоактивное облако. Повышение уровня радиации начиная с 25 мая было зафиксировано во Франции, Италии, Швейцарии, Германии и Бельгии, однако местные власти об этом были проинформированы только 12 июня.